# Limnophila (Limnophila) schadei
Limnophila (Limnophila) schadei is een tweevleugelige uit de familie steltmuggen (Limoniidae). De soort komt voor in het Neotropisch gebied.